# Rougeotia praetexta
Rougeotia praetexta är en fjärilsart som beskrevs av Townsend 1956. Rougeotia praetexta ingår i släktet Rougeotia och familjen nattflyn. Inga underarter finns listade.